# Thỏ Rex con

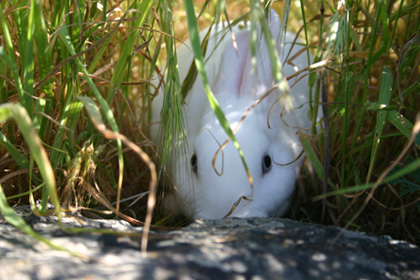
Một con thỏ Rex con màu trắng đang chơi trong một bụi cỏ

Thỏ Rex con (Mini Rex) là một giống thỏ nhà có nguồn gốc tại Mỹ ra đời đầu tiên vào năm 1919. Chúng là giống thỏ dễ thương và được ưa chuộng để nuôi làm thỏ cưng vì chúng điềm đạm, sạch sẽ. Bộ lông của chúng rất dễ chăm sóc, thỉnh thoảng chỉ cần nhúng tay vào nước rồi vuốt lông của chúng, thế là lại mịn màng và gọn gẽ. Lúc lớn cũng nặng không quá 2 kg. 

## Đặc điểm
Thỏ Rex con có thân hình mềm mại, có bộ lông mượt mà mềm nhẹ như nhung. Lông, râu mép thỏ Rex đặc biệt ngắn hơn râu mép của các thỏ khác. Sắc lông thường là màu sô-cô-la và màu da cam. Rex đột biến là gen lặn và gây ra tóc để nhô ra phía ngoài từ cơ thể, thay vì nằm bằng phẳng, và các sợi lông bảo vệ để được rút ngắn chiều dài của lông tơ.
Chúng ngắn và khá chắc. Chiều dài lý tưởng của lông là 5/8 inch, và lông thú là phải có một ngoại hình sáng bóng, cơ thể tốt, và một hiệu ứng sang trọng giống như trong đó cung cấp một sức đề kháng đàn hồi rõ rệt. Thỏ Rex thường kén chọn nơi nằm sao cho thoải mái. Khi nằm thì chân xoãi rộng ra trên sàn chuồng,
Kích thước nhỏ, màu sắc lông sang trọng và cá tính thân thiện của thỏ rex nhỏ làm cho chúng một trong những giống thỏ phổ biến nhất tại Hoa Kỳ. Lần đầu tiên được công nhận bởi Hiệp hội American Rabbit Breeders (ARBA) vào năm 1988, và đã được rất phổ biến với các nhà triển lãm từ bao giờ. Chúng là một trong những giống thỏ cưng đáng yêu và được ưa thích nuôi làm cảnh.